# Március 3.
Március 3. az év 62. (szökőévben 63.) napja a Gergely-naptár szerint. Az évből még 303 nap van hátra.
Névnapok: Kornélia + Frederik, Frigyes, Gunda, Irma, Kámea, Kamilla, Kornél, Kunigunda, Marinusz, Mirkó, Nelli, Oszkár, Ticiána

## Események

### Politikai események
- 1318 – János nyitrai püspök kiközösíti az egyházból Csák Mátét.
- 1568 – Báthori Miklós tölti be az országbírói tisztet.
- 1687 – Megkezdi működését az eperjesi vésztörvényszék.
- 1820 – A Missouri-kompromisszum keretében a rabszolgatartó Missourit és a rabszolgamentes Maine-t új szövetségi államként felveszik az Amerikai Egyesült Államokba.
- 1861 – II. Sándor orosz cár rendelettel eltörli a jobbágyrendszert Oroszországban.
- 1870 – Az amerikai kormány megkezdi az indián törzsek rezervátumokba telepítését.
- 1878 – Bulgária elszakad az Oszmán Birodalomtól és függetlenné válik.
- 1878 – Oroszország San Stefanóban békét köt Törökországgal.[1]
- 1918 – A breszt-litovszki békeszerződés (más néven breszti béke) Szovjet-Oroszország és a központi hatalmak (Németország és az Osztrák–Magyar Monarchia) között.
- 1924 – II. Abdul-Medzsidet megfosztják trónjától és családjával együtt száműzik Törökországból.
- 1924 – Amet Zogu után Shefqet Vërlaci foglalja el az albán kormányfői széket.
- 1974 – A római katolikus és az evangélikus egyház megkötik első egyezményüket.
- 1991 – Észtországban és Lettországban népszavazást tartanak, melyen a polgárok nagy többsége a Szovjetuniótól való függetlenségre szavaz.[2]
- 2002 – São Tomé és Príncipe: törvényhozási választások.

### Tudományos és gazdasági események
- 1791 – Megalakul az Amerikai Egyesült Államok pénzverdéje (US Mint).
- 1881 – Megkezdi működését a Magyar Távirati Iroda (MTI).
- 1923 – Megjelenik az első amerikai heti hírmagazin, a TIME első száma. A magazin ítéli oda minden évben „Az év embere” titulust olyan személynek, csoportnak, gépnek, vagy elvont fogalomnak, mely az adott évben kiemelkedő hatással volt a világra.

### Kulturális események

#### Zenei események
- 1918 – Bartók Béla II. vonósnégyesének premierje.

### Sportesemények
Jégkorong
- 1875 –  Első mérkőzés, Viktória jégcsarnok, Montréal

Formula–1
- 1973 –  Dél-Afrikai Nagydíj, Kyalami - Győztes: Jackie Stewart  (Tyrrell Ford)
- 1979 –  Dél-Afrikai Nagydíj, Kyalami - Győztes: Gilles Villeneuve (Ferrari)
- 2002 –  ausztrál nagydíj, Melbourne - Győztes: Michael Schumacher  (Ferrari)

### Egyéb események
- 1974 – A török légitársaság Párizsból London felé induló McDonnell Douglas DC–10-es repülőgépe, felszállás után, a csomagtér-ajtó kiszakadása miatt szétrobban a levegőben. Mind a 346 utas és a teljes személyzet életét veszti.
- 1990 – Ózdon a magyar vaskohászat történetének legnagyobb balesetében 13-an vesztik életüket

## Születések
- 1746 – Izabela Czartoryska hercegnő, a krakkói Czartoryski Múzeum megalapítója († 1835)
- 1797 – Gotthilf Heinrich Ludwig Hagen német fizikus († 1884)
- 1823 – Gróf Andrássy Gyula osztrák-magyar külügyminiszter, magyar miniszterelnök († 1890)
- 1839 – Dzsamszedzsi Tata „az indiai ipar atyja” († 1904)
- 1845 – Georg Cantor német matematikus († 1918)
- 1847 – Alexander Graham Bell skót születésű amerikai tanár, feltaláló († 1922)
- 1870 – Maróczy Géza nemzetközi sakknagymester († 1951)
- 1879 – Klekl József magyarországi szlovén író († 1936)
- 1889 – Fritz Behrend német zeneszerző, zongoraművész († 1972)
- 1891 – Esterházy László magyar nagybirtokos, vadászati felügyelő, császári és királyi kamarás, főrendi-, majd felsőházi tag († 1966)
- 1896 – Horváth Endre magyar grafikusművész, bélyegtervező († 1954)
- 1898 – Emil Artin osztrák matematikus († 1962)
- 1904 – Pálffy József magyar földbirtokos, főispán, országgyűlési képviselő († 1988)
- 1906 – Robert Gerbout francia autóversenyző
- 1914 – Behár György Erkel Ferenc-díjas és Huszka Jenő-díjas magyar zeneszerző, karnagy(† 1995)
- 1916 – Mesterházi Lajos Kossuth- és háromszoros József Attila-díjas magyar író († 1979)
- 1918 – Arthur Kornberg amerikai biokémikus, Nobel-díjas († 2007)
- 1920 – James Doohan kanadai színész († 2005)
- 1920 – Szedő Lajos magyar színész, színházigazgató, színpadi szerző, dalszövegíró († 1965)
- 1921 – Kaján Tibor kétszeres Munkácsy Mihály-díjas magyar karikaturista, grafikus érdemes- és kiváló művész († 2016)
- 1922 – Hidegkuti Nándor válogatott magyar labdarúgó, az Aranycsapat tagja († 2002)
- 1924 – Ottmar Walter világbajnok német labdarúgó († 2013)
- 1924 – Lys Assia svájci énekesnő († 2018)
- 1924 – Eroszi Mandzsgaladze  grúz színész († 1982)
- 1926 – Kovács József olimpiai ezüstérmes magyar atléta, futó († 1987)
- 1930 – Gennagyij Ivanovics Geraszimov szovjet-orosz politikus, külpolitikai szóvivő, majd nagykövet († 2010)
- 1934 – Jacek Kuroń lengyel politikus († 2004)
- 1946 – Vári Attila erdélyi magyar író, költő († 2024)
- 1947 – Otto Stuppacher osztrák autóversenyző († 2001)
- 1948 – Böröczky József magyar humorista, motorsport-szakkommentátor († 2011)
- 1949 – Ascher Tamás Kossuth és Jászai Mari-díjas magyar rendező
- 1949 – Marno János magyar költő, műfordító
- 1952 – Hrotkó Károly magyar kertészmérnök, dendrológus, egyetemi tanár
- 1953 – Brian Kerr ír labdarúgóedző
- 1953 – Várszegi Éva magyar énekesnő
- 1954 – Safranek Anna magyar manöken, modell, újságíró
- 1958 – Miranda Richardson angol színésznő
- 1963 – Perry McCarthy brit autóversenyző
- 1966 – Fernando Colunga mexikói színész
- 1969 – Bátorfi Csilla magyar asztaliteniszezőnő
- 1972 – Christian Oliver német színész, producer († 2024)
- 1973 – Matthew Marsden amerikai színész
- 1974 – David Faustino amerikai színész
- 1978 – Nicolas Kiesa dán autóversenyző
- 1981 – Nagy László magyar kézilabdázó
- 1982 - Jessica Biel amerikai színésznő
- 1985 – Tóth Vera magyar énekesnő
- 1993 – Ténai Petra magyar színésznő
- 1997 – Camila Cabello kubai énekesnő

## Halálozások
- 1573 – II. Claude d’Aumale Aumale guise-házi hercege, a francia vallásháborúk katolikus pártjának egyik vezetője (* 1526)
- 1605 – VIII. Kelemen pápa (* 1536)
- 1768 – Nicola Porpora itáliai zeneszerző (* 1686)
- 1706 – Johann Pachelbel német zeneszerző, orgonista (* 1653)
- 1815 – Mártonffy József erdélyi püspök, tudós és költő
- 1853 – Jubál Károly tanár, az 1848–49-es szabadságharcot követő függetlenségi szervezkedések egyik vezetője (* 1817)
- 1853 – Noszlopy Gáspár honvéd őrnagy, kormánybiztos (* 1820)
- 1853 – Sárközy Soma ügyvéd, 1848–49-es vértanú (* 1821)
- 1858 – Bajza József magyar költő, műkritikus, színigazgató (* 1804)
- 1870 – Friedrich Boie német ornitológus, herpetológus (* 1789)
- 1879 – Paál László magyar festőművész (* 1846)
- 1879 – William Kingdon Clifford angol matematikus (* 1845)
- 1907 – Oronhyatekha mohikán származású kanadai orvos, üzletember (* 1841)
- 1938 – Déri Miksa magyar mérnök, feltaláló (* 1854)
- 1939 – Rott Nándor veszprémi püspök (* 1869)
- 1940 – Hekler Antal művészettörténész, régész (* 1882)
- 1956 – Ernst Loof német autóversenyző (* 1907)
- 1958 – Roszner István magyar huszártiszt, földbirtokos, országgyűlési képviselő (* 1896)
- 1975 – Németh László magyar író, drámaíró, esszéista (* 1901)
- 1985 – Koltay-Kastner Jenő irodalomtörténész, filológus, történész, az MTA tagja (* 1892)
- 1987 – Danny Kaye Oscar-díjas amerikai énekes, színész, komikus (* 1911)
- 1992 – Lella Lombardi olasz autóversenyző (* 1941)
- 1995 – Behár György Erkel Ferenc-díjas és Huszka Jenő-díjas magyar zeneszerző, karnagy (* 1914)
- 2003 – Horst Buchholz német színész (* 1933)
- 2005 – Pálfy Alice magyar színésznő (* 1926)
- 2006 – ifj. Kőmíves Sándor Jászai Mari-díjas magyar színész (* 1940)
- 2007 – Bereczky Júlia magyar színésznő (* 1928)
- 2008 – Kurnik Ernő agrármérnök, növénynemesítő, az MTA tagja (* 1913)
- 2022 – Bucz Hunor Jászai Mari-díjas magyar színházi rendező, színigazgató (* 1942)
- 2023 – Óe Kenzaburó japán író, irodalmi Nobel-díjas (* 1935)
- 2023 – Regös István magyar újságíró, televíziós szerkesztő-riporter, a Mix Magazin alapító főszerkesztője (* 1939)
- 2024 – Vadász György Kossuth-díjas magyar építész, szobrász, a nemzet művésze (* 1933)

## Nemzeti ünnepek, emléknapok, világnapok
- Bulgária – a török uralom alól való felszabadulásának napja
- Malawi – a Mártírok napja
- A Békéért Küzdő Írók Világnapja